# 영국 아카데미 감독상
영국 아카데미 감독상(BAFTA Award for Best Director)은 영국 영화 텔레비전 예술 아카데미가 그해 영국에서 공개된 영화의 감독들 중 가장 뛰어난 감독에게 주는 상이다.

## 수상자 목록

### 2010년대
| 연도                     | 감독                              | 영화 |
| ------------------------ | --------------------------------- | ---- |
| 2018 72회                |                                   |      |
| 알폰소 쿠아론 †          | 《로마》                          |      |
| 브래들리 쿠퍼            | 《스타 이즈 본》                  |      |
| 요르고스 란티모스        | 《더 페이버릿: 여왕의 여자》      |      |
| 스파이크 리              | 《블랙클랜스맨》                  |      |
| 파베우 파블리코프스키    | 《콜드 워》                       |      |
| 2017 71회                |                                   |      |
| 기예르모 델토로 †        | 《셰이프 오브 워터: 사랑의 모양》 |      |
| 루카 과다니노            | 《콜 미 바이 유어 네임》          |      |
| 마틴 맥도나              | 《쓰리 빌보드》                   |      |
| 크리스토퍼 놀런          | 《덩케르크》                      |      |
| 드니 빌뇌브              | 《블레이드 러너 2049》            |      |
| 2016 70회                |                                   |      |
| 데이미언 셔젤 †          | 《라라랜드》                      |      |
| 톰 포드                  | 《녹터널 애니멀스》               |      |
| 켄 로치                  | 《나, 다니엘 블레이크》           |      |
| 케네스 로너건            | 《맨체스터 바이 더 씨》           |      |
| 드니 빌뇌브              | 《컨택트》                        |      |
| 2015 69회                |                                   |      |
| 알레한드로 G. 이냐리투 † | 《레버넌트: 죽음에서 돌아온 자》  |      |
| 토드 헤인스              | 《캐롤》                          |      |
| 애덤 매케이              | 《빅쇼트》                        |      |
| 리들리 스콧              | 《마션》                          |      |
| 스티븐 스필버그          | 《스파이 브릿지》                 |      |
| 2014 68회                |                                   |      |
| 리처드 링클레이터        | 《보이후드》                      |      |
| 웨스 앤더슨              | 《그랜드 부다페스트 호텔》        |      |
| 데이미언 셔젤            | 《위플래쉬》                      |      |
| 알레한드로 G. 이냐리투 † | 《버드맨》                        |      |
| 제임스 마시              | 《사랑에 대한 모든 것》           |      |
| 2013 67회                |                                   |      |
| 알폰소 쿠아론 †          | 《그래비티》                      |      |
| 폴 그린그래스            | 《캡틴 필립스》                   |      |
| 스티브 매퀸              | 《노예 12년》                     |      |
| 데이비드 O. 러셀         | 《아메리칸 허슬》                 |      |
| 마틴 스코세이지          | 《더 울프 오브 월 스트리트》      |      |
| 2012 66회                |                                   |      |
| 벤 애플렉                | 《아르고》                        |      |
| 캐스린 비글로            | 《제로 다크 서티》                |      |
| 미하엘 하네케            | 《아무르》                        |      |
| 리안 †                   | 《라이프 오브 파이》              |      |
| 쿠엔틴 타란티노          | 《장고: 분노의 추적자》           |      |
| 2011 65회                |                                   |      |
| 미셸 하자나비시우스 †    | 《아티스트》                      |      |
| 토마스 알프레드손        | 《팅커 테일러 솔저 스파이》       |      |
| 린 램지                  | 《케빈에 대하여》                 |      |
| 니콜라스 빈딩 레픈       | 《드라이브》                      |      |
| 마틴 스코세이지          | 《휴고》                          |      |
| 2010 64회                |                                   |      |
| 데이비드 핀처            | 《소셜 네트워크》                 |      |
| 대런 애러노프스키        | 《블랙 스완》                     |      |
| 대니 보일                | 《127시간》                       |      |
| 톰 후퍼 †                | 《킹스 스피치》                   |      |
| 크리스토퍼 놀런          | 《인셉션》                        |      |

### 2000년대
| 연도                          | 감독                                  | 영화 |
| ----------------------------- | ------------------------------------- | ---- |
| 2009 63회                     |                                       |      |
| 캐스린 비글로 †               | 《허트 로커》                         |      |
| 닐 블롬캠프                   | 《디스트릭트 9》                      |      |
| 제임스 카메론                 | 《아바타》                            |      |
| 로네 셰르피                   | 《언 애듀케이션》                     |      |
| 쿠엔틴 타란티노               | 《바스터즈: 거친 녀석들》             |      |
| 2008 62회                     |                                       |      |
| 대니 보일 †                   | 《슬럼독 밀리어네어》                 |      |
| 스티븐 돌드리                 | 《더 리더: 책 읽어주는 남자》         |      |
| 클린트 이스트우드             | 《체인질링》                          |      |
| 데이비드 핀처                 | 《벤자민 버튼의 시간은 거꾸로 간다》  |      |
| 론 하워드                     | 《프로스트 VS 닉슨》                  |      |
| 2007 61회                     |                                       |      |
| 코언 형제 †                   | 《노인을 위한 나라는 없다》           |      |
| 폴 토머스 앤더슨              | 《데어 윌 비 블러드》                 |      |
| 폴 그린그래스                 | 《본 얼티메이텀》                     |      |
| 플로리안 헨켈 폰 도너스마르크 | 《타인의 삶》                         |      |
| 조 라이트                     | 《어톤먼트》                          |      |
| 2006 60회                     |                                       |      |
| 폴 그린그래스                 | 《플라이트 93》                       |      |
| 조너선 데이턴과 밸러리 패리스 | 《리틀 미스 선샤인》                  |      |
| 스티븐 프리어스               | 《더 퀸》                             |      |
| 알레한드로 곤살레스 이냐리투  | 《바벨》                              |      |
| 마틴 스코세이지 †             | 《디파티드》                          |      |
| 2005 59회                     |                                       |      |
| 리안 †                        | 《브로크백 마운틴》                   |      |
| 조지 클루니                   | 《굿 나잇 앤 굿 럭.                   |      |
| 폴 해기스                     | 《크래쉬》                            |      |
| 페르난두 메이렐리스           | 《콘스탄트 가드너》                   |      |
| 베넷 밀러                     | 《카포티》                            |      |
| 2004 58회                     |                                       |      |
| 마이크 리                     | 《베라 드레이크》                     |      |
| 마르크 포르스터               | 《네버랜드를 찾아서》                 |      |
| 미셸 공드리                   | 《이터널 선샤인》                     |      |
| 마이클 맨                     | 《콜래트럴》                          |      |
| 마틴 스코세이지               | 《에비에이터》                        |      |
| 2003 57회                     |                                       |      |
| 피터 위어                     | 《마스터 앤드 커맨더: 위대한 정복자》 |      |
| 팀 버튼                       | 《빅 피쉬》                           |      |
| 소피아 코폴라                 | 《사랑도 통역이 되나요?》             |      |
| 피터 잭슨 †                   | 《반지의 제왕: 왕의 귀환》            |      |
| 앤서니 밍겔라                 | 《콜드 마운틴》                       |      |
| 2002 56회                     |                                       |      |
| 로만 폴란스키 †               | 《피아니스트》                        |      |
| 스티븐 돌드리                 | 《디 아워스》                         |      |
| 피터 잭슨                     | 《반지의 제왕: 두 개의 탑》           |      |
| 롭 마셜                       | 《시카고》                            |      |
| 마틴 스코세이지               | 《갱스 오브 뉴욕》                    |      |
| 2001 55회                     |                                       |      |
| 피터 잭슨                     | 《반지의 제왕: 반지 원정대》          |      |
| 로버트 올트먼                 | 《고스포드 파크》                     |      |
| 론 하워드 †                   | 《뷰티풀 마인드》                     |      |
| 장피에르 죄네                 | 《아멜리에》                          |      |
| 배즈 루어먼                   | 《물랑 루즈!》                        |      |
| 2000 54회                     |                                       |      |
| 리안                          | 《와호장룡》                          |      |
| 스티븐 돌드리                 | 《빌리 엘리어트》                     |      |
| 리들리 스콧                   | 《글래디에이터》                      |      |
| 스티븐 소더버그 †             | 《트래픽》                            |      |
| 스티븐 소더버그               | 《에린 브로코비치》                   |      |

### 1990년대
| 연도                      | 감독                                | 영화 |
| ------------------------- | ----------------------------------- | ---- |
| 1999 53회                 |                                     |      |
| 페드로 알모도바르         | 《내 어머니의 모든 것》             |      |
| 닐 조던                   | 《사랑의 슬픔 애수》                |      |
| 샘 멘디스 †               | 《아메리칸 뷰티》                   |      |
| 앤서니 밍겔라             | 《리플리》                          |      |
| M. 나이트 샤말란          | 《식스 센스》                       |      |
| 1998 52회                 |                                     |      |
| 피터 위어                 | 《트루먼 쇼》                       |      |
| 셰카르 카푸르             | 《엘리자베스》                      |      |
| 존 매든                   | 《셰익스피어 인 러브》              |      |
| 스티븐 스필버그 †         | 《라이언 일병 구하기》              |      |
| 1997 51회                 |                                     |      |
| 배즈 루어먼               | 《로미오+줄리엣》                   |      |
| 제임스 카메론 †           | 《타이타닉》                        |      |
| 피터 카타네오             | 《풀 몬티》                         |      |
| 커티스 핸슨               | 《LA 컨피덴셜》                     |      |
| 1996 50회                 |                                     |      |
| 코언 형제                 | 《파고》                            |      |
| 스콧 힉스                 | 《샤인》                            |      |
| 마이크 리                 | 《비밀과 거짓말》                   |      |
| 앤서니 밍겔라 †           | 《잉글리쉬 페이션트》               |      |
| 1995 49회                 |                                     |      |
| 마이클 래드퍼드           | 《일 포스티노》                     |      |
| 멜 깁슨 †                 | 《브레이브하트》                    |      |
| 니컬러스 하이트너         | 《조지 왕의 광기》                  |      |
| 리안                      | 《센스 앤 센서빌리티》              |      |
| 1994 48회                 |                                     |      |
| 마이클 뉴얼               | 《네 번의 결혼식과 한 번의 장례식》 |      |
| 크시슈토프 키에실로프스키 | 《세 가지 색: 레드》                |      |
| 쿠엔틴 타란티노           | 《펄프 픽션》                       |      |
| 로버트 저메키스 †         | 《포레스트 검프》                   |      |
| 1993 47회                 |                                     |      |
| 스티븐 스필버그 †         | 《쉰들러 리스트》                   |      |
| 리처드 애튼버러           | 《섀도우랜드》                      |      |
| 제인 캠피언               | 《피아노》                          |      |
| 제임스 아이보리           | 《남아있는 나날》                   |      |
| 1992 46회                 |                                     |      |
| 로버트 올트먼             | 《플레이어》                        |      |
| 클린트 이스트우드 †       | 《용서받지 못한 자》                |      |
| 제임스 아이보리           | 《하워즈 엔드》                     |      |
| 닐 조던                   | 《크라잉 게임》                     |      |
| 1991 45회                 |                                     |      |
| 앨런 파커                 | 《커미트먼트》                      |      |
| 케빈 코스트너 ‡           | 《늑대와 춤을》                     |      |
| 조너선 데미 †             | 《양들의 침묵》                     |      |
| 리들리 스콧               | 《델마와 루이스》                   |      |
| 1990 44회                 |                                     |      |
| 마틴 스코세이지           | 《좋은 친구들》                     |      |
| 우디 앨런                 | 《범죄와 비행》                     |      |
| 브루스 베리스퍼드         | 《드라이빙 미스 데이지              |      |
| 주세페 토르나토레         | 《시네마 천국                       |      |

### 1980년대
| 연도                    | 감독                              | 영화 |
| ----------------------- | --------------------------------- | ---- |
| 1989 43회               |                                   |      |
| 케네스 브래나           | 《헨리 5세》                      |      |
| 스티븐 프리어스         | 《위험한 관계》                   |      |
| 앨런 파커               | 《미시시피 버닝》                 |      |
| 피터 위어               | 《죽은 시인의 사회》              |      |
| 1988 42회               |                                   |      |
| 루이 말                 | 《굿바이 칠드런》                 |      |
| 가브리엘 악셀           | 《바베트의 만찬》                 |      |
| 베르나르도 베르톨루치 ‡ | 《마지막 황제》                   |      |
| 찰스 크라이튼           | 《완다라는 이름의 물고기》        |      |
| 1987 41회               |                                   |      |
| 올리버 스톤 ‡           | 《플래툰》                        |      |
| 리처드 애튼버러         | 《자유의 절규》                   |      |
| 클로드 베리             | 《마농의 샘》                     |      |
| 존 부어먼               | 《희망과 영광》                   |      |
| 1986 40회               |                                   |      |
| 우디 앨런               | 《한나와 그 자매들》              |      |
| 롤랑 조페               | 《미션》                          |      |
| 닐 조던                 | 《Mona Lisa》                     |      |
| 제임스 아이보리         | 《전망 좋은 방》                  |      |
| 1984 38회               |                                   |      |
| 빔 벤더스               | 《파리, 텍사스》                  |      |
| 롤랑 조페               | 《킬링필드》                      |      |
| 세르조 레오네           | 《원스 어폰 어 타임 인 아메리카》 |      |
| 피터 예이츠             | 《멋진 드레서》                   |      |
| 1983 37회               |                                   |      |
| 빌 포사이스             | 《시골 영웅》                     |      |
| 제임스 아이보리         | 《인도에서 생긴 일》              |      |
| 시드니 폴락             | 《투씨》                          |      |
| 마틴 스코세이지         | 《코미디의 왕》                   |      |
| 1982 36회               |                                   |      |
| 리처드 애튼버러 †       | 《간디》                          |      |
| 코스타가브라스          | 《의문의 실종》                   |      |
| 마크 리델               | 《황금 연못》                     |      |
| 스티븐 스필버그         | 《E.T.》                          |      |
| 1981 35회               |                                   |      |
| 루이 말                 | 《아틀란틱 시티》                 |      |
| 빌 포사이스             | 《그레고리의 여자》               |      |
| 휴 허드슨               | 《불의 전차》                     |      |
| 카렐 라이스             | 《프랑스 중위의 여자》            |      |
| 1980 34회               |                                   |      |
| 구로사와 아키라         | 《카게무샤》                      |      |
| 로버트 벤턴             | 《크레이머 대 크레이머》          |      |
| 데이비드 린치           | 《엘리펀트 맨》                   |      |
| 앨런 파커               | 《페임》                          |      |

### 1970년대
| 연도                 | 감독                                   | 영화 |
| -------------------- | -------------------------------------- | ---- |
| 1979 33회            |                                        |      |
| 프랜시스 포드 코폴라 | 《지옥의 묵시록》                      |      |
| 우디 앨런            | 《맨해튼》                             |      |
| 마이클 치미노 ‡      | 《디어 헌터》                          |      |
| 존 슐레진저          | 《전장의 우정》                        |      |
| 1978 32회            |                                        |      |
| 앨런 파커            | 《미드나잇 익스프레스》                |      |
| 로버트 올트먼        | 《어 웨딩》                            |      |
| 스티븐 스필버그      | 《미지와의 조우》                      |      |
| 프레드 진네만        | 《줄리아》                             |      |
| 1977 31회            |                                        |      |
| 우디 앨런 †          | 《애니 홀》                            |      |
| 리처드 애튼버러      | 《머나먼 다리》                        |      |
| 존 G. 아빌드센 ‡     | 《록키》                               |      |
| 시드니 루멧          | 《네트워크》                           |      |
| 1976 30회            |                                        |      |
| 밀로스 포만 ‡        | 《뻐꾸기 둥지 위로 날아간 새》         |      |
| 앨런 J. 퍼쿨라       | 《모두가 대통령의 사람들》             |      |
| 앨런 파커            | 《벅시 말론》                          |      |
| 마틴 스코세이지      | 《택시 드라이버》                      |      |
| 1975 29회            |                                        |      |
| 스탠리 큐브릭        | 《배리 린든》                          |      |
| 시드니 루멧          | 《뜨거운 오후》                        |      |
| 마틴 스코세이지      | 《엘리스는 이제 여기 살지 않는다》     |      |
| 스티븐 스필버그      | 《죠스》                               |      |
| 1974 28회            |                                        |      |
| 로만 폴란스키        | 《차이나타운》                         |      |
| 프랜시스 포드 코폴라 | 《도청》                               |      |
| 시드니 루멧          | 《오리엔트 특급 살인》 / 형사 서피코》 |      |
| 루이 말              | 《라콤 루시앙》                        |      |
| 1973 27회            |                                        |      |
| 프랑수아 트뤼포      | 《아메리카의 밤》                      |      |
| 루이스 부뉴엘        | 《부르주아의 은밀한 매력》             |      |
| 니컬러스 로그        | 《쳐다보지 마라》                      |      |
| 프레드 진네만        | 《자칼의 날》                          |      |
| 1972 26회            |                                        |      |
| 밥 포스 †            | 《카바레》                             |      |
| 피터 보그다노비치    | 《마지막 영화관》                      |      |
| 윌리엄 프리드킨 ‡    | 《프렌치 커넥션》                      |      |
| 스탠리 큐브릭        | 《시계태엽 오렌지》                    |      |
| 1971 25회            |                                        |      |
| 존 슐레진저          | 《사랑의 여로》                        |      |
| 밀로스 포만          | 《탈의》                               |      |
| 조지프 로지          | 《사랑의 메신저》                      |      |
| 루키노 비스콘티      | 《베네치아에서의 죽음》                |      |
| 1970 24회            |                                        |      |
| 조지 로이 힐         | 《내일을 향해 쏴라》                   |      |
| 로버트 올트먼        | 《매시》                               |      |
| 데이비드 린          | 《라이언의 딸》                        |      |
| 켄 로치              | 《케스》                               |      |

### 1960년대
| 연도            | 감독                  | 영화 |
| --------------- | --------------------- | ---- |
| 1969 23회       |                       |      |
| 존 슐레진저 †   | 《미드나잇 카우보이》 |      |
| 리처드 애튼버러 | 《오! 멋진 전쟁》     |      |
| 켄 러셀         | 《사랑하는 여인들》   |      |
| 피터 예이츠     | 《블리트》            |      |
| 1968 22회       |                       |      |
| 마이크 니컬스 ‡ | 《졸업》              |      |
| 린지 앤더슨     | 《만약에....》        |      |
| 캐럴 리드 †     | 《올리버》            |      |
| 프랑코 제피렐리 | 《로미오와 줄리엣》   |      |

## 같이 보기
- 아카데미 감독상